# 金堤市

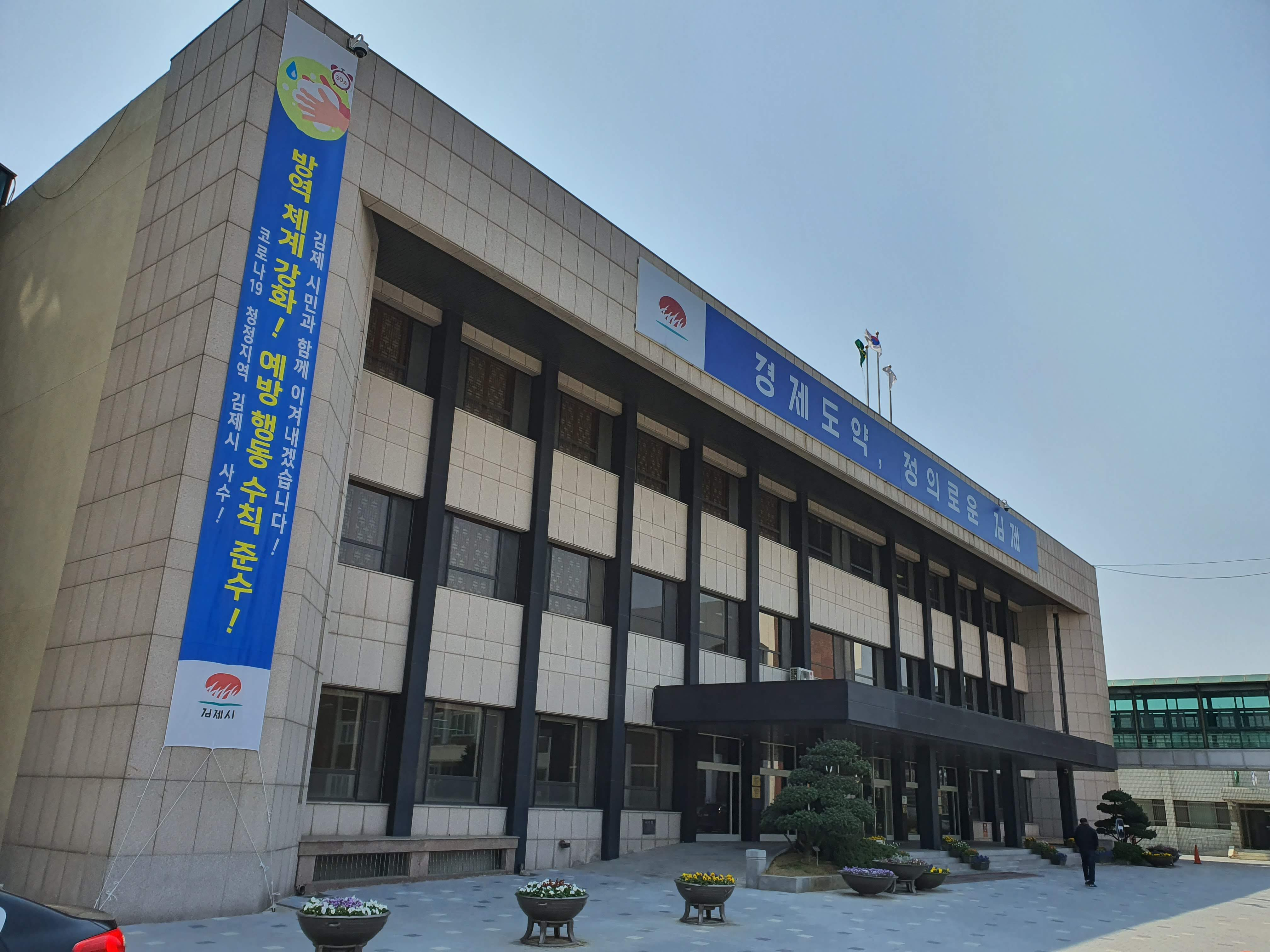
金堤市庁

金堤市（キムジェし）は、大韓民国全北特別自治道の中部にある市である。

## 概要
道庁所在地の全州市と一部で接しており、金堤市庁は全州市庁の西約25kmに位置する。農地が多く、米の産地である他、パプリカの産地として日本にも輸出されている。
西方の海域には、市域にある金堤（キムジェ）と万頃（マンギョン）という地名を取ったセマングム（新万金）という大きな干潟があるが、ここで韓国最大級の干拓事業であるセマングム干拓事業が進行している。

## 歴史

### 金堤市
- 1989年1月1日 - 金堤郡金堤邑・月村面および白山面・鳳南面・凰山面の各一部が合併して金堤市が発足。
- 1990年8月1日 - 金堤郡鳳南面の一部を編入。
- 1995年
  - 1月1日 - 金堤市・金堤郡が合併し、改めて金堤市が発足。（15面）
  - 3月2日 - 万頃面が万頃邑に昇格。（1邑14面）

### 金堤郡
- 統一新羅・景徳王の時代から、金堤・万頃・金溝の名称が使われている。
- 1895年6月23日（旧暦閏5月1日） - 全州府金堤郡[2]
- 1896年8月4日 - 全羅北道金堤郡[3]
- 1914年4月1日 - 郡面併合により、金堤郡・万頃郡・金溝郡の区域をもって、改めて金堤郡が発足。金堤郡に以下の面が成立。[4]（17面）
  - 金堤面・月村面・竹山面・白山面・龍池面・白鴎面・扶梁面・孔徳面・青蝦面・万頃面・聖徳面・進鳳面・金溝面・下里面・草処面・双坎面・水流面

| 変更前 | 変更前                       | 変更後（金堤郡） |
| ------ | ---------------------------- | ---------------- |
| 金堤郡 | 邑内面、立川面               | 金堤面           |
| 金堤郡 | 月山面、代村面               | 月村面           |
| 金堤郡 | 白石面、延山面               | 白山面           |
| 金堤郡 | 西浦面、半山面、洪山面       | 竹山面           |
| 金堤郡 | 介吐面、金堀面、母村面       | 龍池面           |
| 金堤郡 | 公洞面、木淵面、回浦面       | 白鴎面           |
| 金堤郡 | 扶梁面                       | 扶梁面           |
| 万頃郡 | 郡内面、北面                 | 万頃面           |
| 万頃郡 | 北一道面、馬川面             | 青蝦面           |
| 万頃郡 | 北二道面、東一道面、東二道面 | 孔徳面           |
| 万頃郡 | 南一面、南二面               | 聖徳面           |
| 万頃郡 | 下一道面、下二道面、上西面   | 進鳳面           |
| 金溝郡 | 東道面、西道面、東面、洛陽面 | 金溝面           |
| 金溝郡 | 南面、下西面                 | 下里面           |
| 金溝郡 | 一北面、二北面               | 双坎面           |
| 金溝郡 | 水流面                       | 水流面           |
| 金溝郡 | 草処面                       | 草処面           |

- 1931年11月1日 - 金堤面が金堤邑に昇格。[5]（1邑16面）
- 1935年3月1日 - 下里面・双坎面・草処面・水流面を廃止し、金山面・凰山面・鳳南面に改編。[6][7][8]（1邑15面）
  - 水流面および下里面の一部・全州郡雨林面の一部が合併して金山面が発足。
  - 双坎面・下里面の各一部が合併して凰山面が発足。
  - 草処面および下里面の残部が合併して鳳南面が発足。
  - 双坎面の残部は金溝面に編入。
- 1949年8月15日 - 進鳳面の一部が広活面として分離。（1邑16面）
- 1983年2月15日 - 白鴎面の一部が完州郡助村面に編入。（1邑16面）
- 1989年1月1日 - 金堤邑・月村面および白山面・鳳南面・凰山面の各一部が合併して金堤市となり、郡より離脱。[9]（15面）
- 1990年8月1日 - 鳳南面の一部が金堤市に編入。（15面）
- 1994年12月26日（15面）[10]
  - 白鴎面・龍池面の各一部が全州市徳津区に編入。
  - 龍池面の一部が完州郡伊西面に編入。
- 1995年1月1日 - 金堤郡が金堤市と合併し、改めて金堤市が発足。金堤郡、金堤市（旧）は廃止。

## 行政

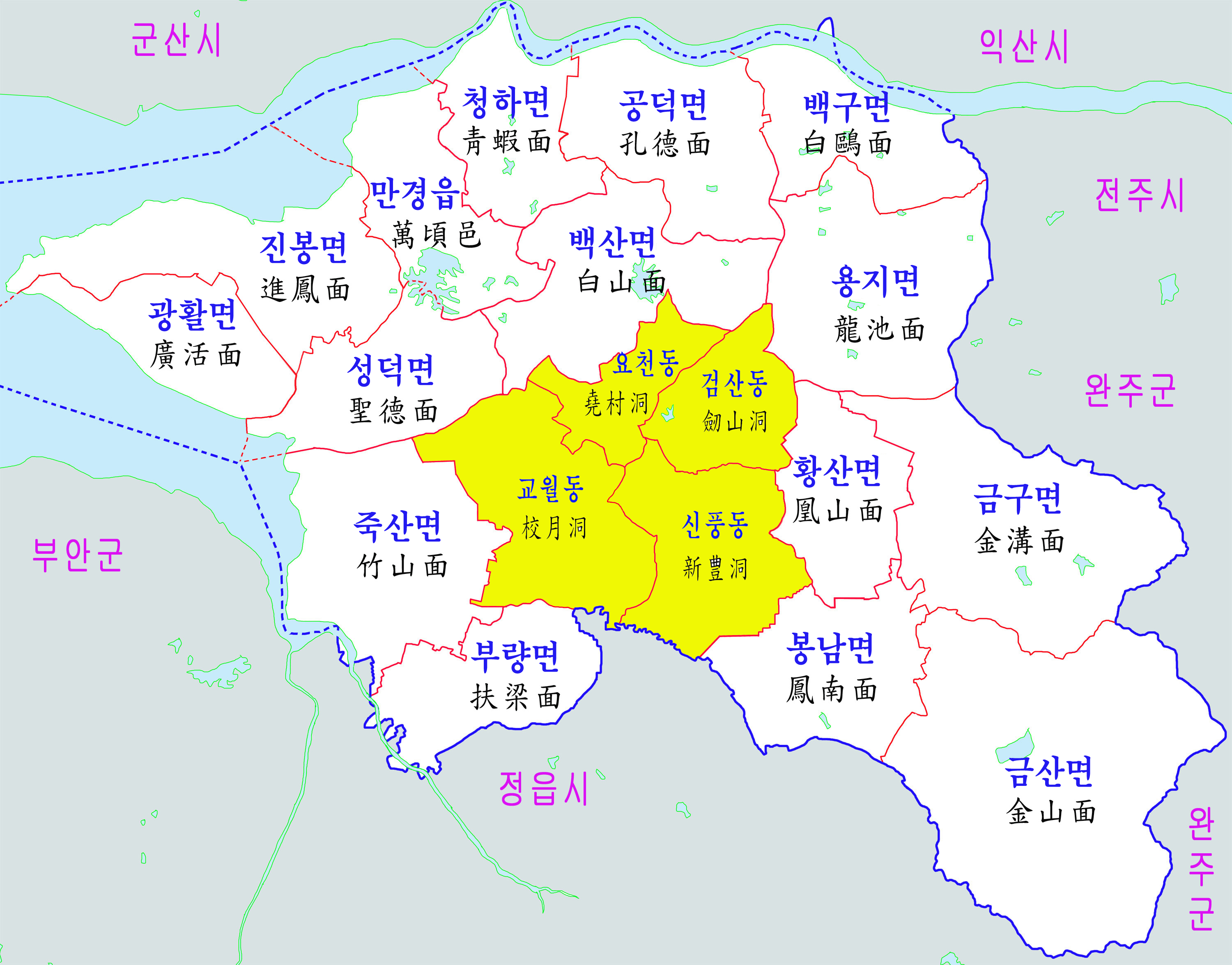
行政区域図

### 行政区域
| 行政洞・邑・面 | 法定洞・法定里                                                                                         |
| -------------- | --- |
| 堯村洞         | 堯村洞、西菴洞、新谷洞、下洞、興寺洞                                                                   |
| 新豊洞         | 新豊洞、龍洞、卵鳳洞、凰山洞、西亭洞、梧井洞、月城洞、都荘洞、良田洞                                   |
| 剣山洞         | 剣山洞、白鶴洞、蓴洞、上東洞                                                                           |
| 校月洞         | 校洞、玉山洞、葛公洞、福竹洞、立石洞、長華洞、新徳洞、月鳳洞、新月洞、堤月洞、蓮井洞、明徳洞           |
| 万頃邑         | 万頃里、長山里、大東里、松上里、小土里、火浦里、夢山里                                                 |
| 竹山面         | 大倉里、西浦里、新興里、連浦里、玉盛里、宗新里、竹山里、洪山里                                         |
| 白山面         | 下亭里、上井里、上里、祖宗里、水禄里、富巨里、石橋里、下西里                                           |
| 龍池面         | 亀岩里、盤橋里、鳳儀里、父教里、松山里、新井里、礼村里、臥龍里、龍水里、龍岩里、長新里、孝亭里         |
| 白鴎面         | 麻山里、半月里、白鴎里、芙蓉里、三亭里、石潭里、嶺上里、月鳳里、柳江里、鶴洞里                         |
| 扶梁面         | 金江里、大坪里、新頭里、新用里、玉亭里、龍成里、月昇里                                                 |
| 孔徳面         | 馬峴里、黄山里、孔徳里、東渓里、楮山里、梯末里、回龍里                                                 |
| 青蝦面         | 官上里、大青里、東芝山里、月弦里、荘山里                                                               |
| 聖徳面         | 南浦里、大木里、大石里、妙羅里、石洞里、聖徳里                                                         |
| 進鳳面         | 浄塘里、加実里、上蕨里、古沙里、深浦里                                                                 |
| 広活面         | 銀波里、玉浦里、蒼堤里                                                                                 |
| 金溝面         | 金溝里、洛城里、大化里、山東里、西道里、仙岩里、五鳳里、玉成里、龍福里、龍池里、青雲里、月田里、下新里 |
| 鳳南面         | 九井里、内光里、大松里、新応里、新湖里、龍新里、従徳里、平沙里、幸村里、花峰里、回成里                 |
| 凰山面         | 龍馬里、鴻亭里、鳳月里、双坎里、南山里、真興里                                                         |
| 金山面         | 三鳳里、清道里、禾栗里、長興里、龍湖里、龍山里、仙洞里、星渓里、九月里、双龍里、院坪里、錦城里、金山里 |

### 警察
- 金堤警察署

### 消防
- 金堤消防署

## 交通

### 鉄道
- 韓国鉄道
  - 湖南線：芙蓉駅 - 臥龍駅 - 金堤駅

金堤駅にはすべてのセマウル号・ムグンファ号のほか、龍山駅～木浦駅・光州駅間のKTXの一部も停車する。龍山駅からの所要時間はKTXで2時間5分ほど、セマウル号で3時間5分ほど。他の2駅には現在停車する旅客列車はない。
なお、KTXは高速新線を建設しているが、市内への駅の設置予定はない。

### バス
2012年に高速・市外バスターミナルが統合された。
- 金堤共用バスターミナル
  - 高速バスはソウル高速バスターミナル行きのみで1日8本、所要時間2時間40分。
  - 市外バスは東ソウル総合バスターミナルへは1日7本、所要時間3時間5分。道庁所在地の全州へは1時間に3～5本運行。その他益山・扶安郡・群山・高敞郡・大田等への便がある。

### 高速道路
- 西海岸高速道路
  - 西金堤インターチェンジ
- 湖南高速道路
  - 金山寺インターチェンジ - 金堤インターチェンジ

### 空港
- 金堤空港（軽飛行場に変更し計画中）

## 名所など
- 母岳山道立公園
- 金山寺
- 碧骨堤碑・碧骨堤防（韓国最古の貯水池）

## メディア
- KBSの金堤送信所があり、KBS韓民族放送及びKBSワールドラジオの中波放送を送信している。

なお、その他の地域放送はKBS全州放送総局・全州文化放送(MBC全州)・全州放送(JTV・SBS系列)のエリアとなる。 

## 外部サイト
- 金堤市公式サイト（日本語）